# Síň slávy kladenského hokeje

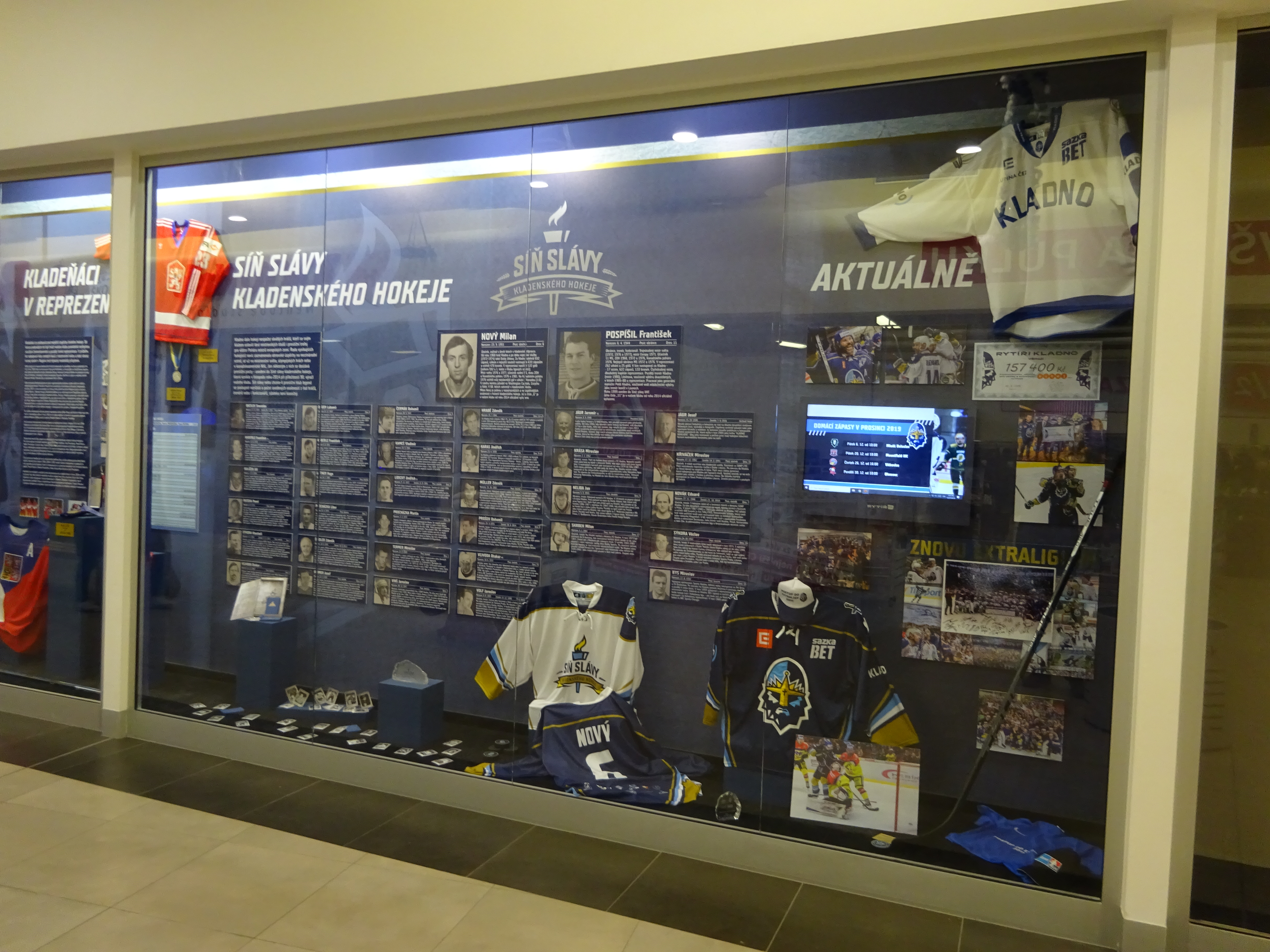
Síň slávy kladenského hokeje v OC Oáza Kladno

Síň slávy kladenského hokeje vznikla v listopadu 2014 při příležitosti 90. výročí kladenského klubu ledního hokeje Rytíři Kladno. Z množství kladenských hráčů, kteří se svým klubem oslavili šest mistrovských titulů i trofej pro vítěze Poháru mistrů evropských zemí, se jen některým z nich dostává uvedení do síně slávy. Řada kladenských hokejistů zaznamenala také úspěchy na mezinárodní scéně, na mistrovství světa, olympijských hrách nebo v kanadsko-americké NHL, někteří jsou také členy Síně slávy českého hokeje.
Do vznikající Síně slávy bylo v roce 2014 uvedeno sedmadvacet osobností z řad hráčů, trenérů a funkcionářů. Tohoto výběru se pokusili společně zhostit zástupci klubu Rytíři Kladno, Fanklubu Poldi Kladno, redakce deníku Sport a sportovní novináři celoživotně spjatí s kladenským hokejem – bývalý šéfredaktor sportovní redakce České televize Otakar Černý, šéfredaktor sportovní redakce Českého rozhlasu Miroslav Bureš a šéfredaktor sportu středočeského Deníku Rudolf Muzika.
O sezonu později byla Síň slávy rozšířena o dalších pět osobností. Nejsou zde aktivní hráči, počet členů není konečný a v příštích letech se má Síň slávy pozvolna rozrůstat.

## Osobnosti
V kladenské síni slávy je k prosinci 2023 celkem 40 osobností.
| Rok              | Osobnost                         | Post (Kladno)             | Dres               | Poznámka |
| ---------------- | -------------------------------- | ------------------------- | ------------------ | --- |
| 2014             | Stanislav Bacílek (1929–1997)    | obránce, útočník          | 10                 | ZOH 1956, čestný občan města |
| 2014             | Lubomír Bauer (* 1947)           | útočník, trenér           | 8                  | |
| 2014             | Bohumil Čermák (* 1947)          | obránce, trenér           | 5                  | |
|                  | Otakar Černý (1943–2021)         | vedoucí družstev mládeže  |                    | Novinář, publicista a moderátor, zakladatel této síně |
| 2014             | Zdeněk Hrabě (* 1941)            | útočník, ředitel stadionu |                    | |
| 2014             | Jaromír Jágr starší (1940–2022)  | prezident klubu           |                    | Otec Jaromíra Jágra |
| 2014             | Josef Jágr (1930–2016)           | archivář klubu            |                    | |
| 2014             | František Kaberle ml. (* 1973)   | obránce                   | 12                 | 5× mistr světa (1996, 1999, 2000, 2001 a 2005), vítěz Stanleyova poháru 2006, NHL                                                                                   |
| 2014             | František Kaberle st. (* 1951)   | obránce                   | 12                 | mistr světa 1976 a 1977, 6× MČSSR |
| 2023             | Tomáš Kaberle (* 1978)           | obránce                   | 15                 | Mistr světa 2005 |
| 2014             | Vladimír Kameš (* 1964)          | útočník, trenér           |                    | Mistr světa 1985 |
| 2014             | Jindřich Karas (* 1939)          | útočník, trenér           |                    | Dorostenecký mistr republiky 1956 a 1958 |
| 2014             | Miroslav Krása (* 1952)          | brankář, trenér           | 1                  | |
| 2014             | Miroslav Křiváček (1952–1991)    | útočník                   | 15                 | |
| 2014             | Jiří Kulíček (* 1934)            | brankář                   | 1 a 17             | 2× bronz z MS 1957 a 1959 |
| 2014             | Hugo Laitner (1901–1993)         | útočník                   |                    | Spoluzakladatel kladenského hokeje v roce 1924, také kapitán, hrající trenér a fotbalista, za Kladno odehrál 187 utkání, ve kterých dal 301 branek                  |
| 2016 in memoriam | Jindřich Lidický st. (1937–1991) | útočník                   |                    | V kladenských barvách sehrál 643 ligových utkání a vstřelil 421 branek (v nejvyšší soutěži 354/190)                                                                 |
| 2014             | Zdeněk Müller (* 1952)           | útočník, trenér           | 18                 | V letech 1973-1986 za Kladno odehrál 765 zápasů, ve kterých vstřelil 286 branek (v lize 417/126)                                                                    |
|                  | Zdeněk Nedvěd (* 1945)           | útočník                   | 10                 | |
| 2014             | Jan Neliba (* 1953)              | obránce, trenér           | 9                  | |
| 2014             | Eduard Novák (1946–2010)         | útočník, trenér           | 7                  | V letech 1967-1980 a 1983 odehrál za Kladno 742 utkání a vstřelil 488 branek (v lize 506/292), 5× mistr ligy, 2× mistr světa                                        |
|                  | Jan Novotný (* 1953)             | útočník                   | 23                 | |
| 2014             | Milan Nový (* 1951)              | útočník                   | 6 (vyřazený 2014)  | Mistr světa 1976 a 1977, účastník 7× MS, 2× ZOH a Kanadského poháru 1976 a 1981; česká hokejová síň slávy; 1. místo v klubu hokejových střelců                      |
| 2014             | Pavel Patera (* 1971)            | útočník                   | 10                 | 4× mistr světa, olympijský vítěz, mistr české, ruské a švédské ligy; 2× vyhrál kanadské bodování extraligy; NHL; drží absolutní klubové rekordy; čestný občan města |
| 2014             | František Pospíšil (* 1944)      | obránce, trenér           | 11 (vyřazený 2014) | Kapitán reprezentace, mistr světa (1972, 1976 a 1977), mistr Evropy 1971, síň slávy IIHF, síň slávy českého hokeje                                                  |
| 2014             | Libor Procházka (* 1974)         | obránce                   | 5                  | Čestný občan města, doplnit |
| 2014             | Martin Procházka (* 1972)        | útočník                   | 20                 | Čestný občan města, doplnit |
| 2014             | Bohumil Prošek (1931–2014)       | útočník, trenér           | 6                  | |
|                  | Miroslav Rys (* 1932)            | útočník                   | 15                 | Vedle hokeje hrál i fotbal |
| 2014             | Milan Srbek (* 1954)             | útočník, trenér           | 17                 | |
|                  | Vladimír Svoboda (1929–2022)     | trenér                    |                    | |
| 2014             | Václav Sýkora (* 1952)           | útočník                   | 14                 | |
| 2014             | Vlastimil Sýkora (1922–2014)     | útočník                   | 1                  | |
| 2014             | Zdeněk Šindler (1935–2013)       | útočník                   |                    | |
| 2014             | Miroslav Termer (* 1943)         | brankář                   |                    | |
| 2014             | Otakar Vejvoda ml. (* 1972)      | útočník                   | 24                 | |
| 2014             | Otakar Vejvoda (starší) (* 1950) | obránce                   | 3                  | |
| 2014             | Josef Vimmer (* 1939)            | útočník                   | 11 a 17            | |
| 2014             | Jaroslav Vinš (* 1947)           | obránce                   | 2                  | |
| 2014             | Jaroslav Volf (1933–1990)        | útočník                   | 13                 | Otec primátora města Milana Volfa |